# Roberto Policano
Roberto Policano (Roma, 19 febbraio 1964) è un dirigente sportivo ed ex calciatore italiano, di ruolo difensore o centrocampista.

## Caratteristiche tecniche
Giocatore di notevole stazza, forte fisicamente, ha sempre giocato come terzino sinistro fluidificante o tornante sinistro. Si rese protagonista di numerosi interventi di gioco al limite del regolamento. Durante la sua permanenza al Torino venne soprannominato dai tifosi "Rambo".

## Carriera

### Giocatore
Di origini campane, ha iniziato a dare i primi calci nella squadra oratoriale del Santa Croce nel quartiere Flaminio, per poi passare nel vivaio della Roma, Policano debutta nella stagione 1981-1982 nel Latina, raccogliendo in due stagioni 47 presenze e 6 gol. Approda così dalla Serie C2 dove militava la squadra laziale la stagione successiva, alla Serie A grazie all'acquisto da parte del Genoa dove collezionò, nel corso dei suoi quattro anni di permanenza in squadra, 118 presenze e 9 gol.
Dal 1987 al 1989 passa alla squadra della sua città natale, la Roma, per 3,5 miliardi di lire, dove con 35 presenze segnò per 5 volte. Acquisito dal Torino, per tre stagioni fu presente in 80 partite con un bilancio di 18 gol. Il Torino nella stagione 1991-1992 sarà finalista in Coppa UEFA e si piazzerà al terzo posto in Serie A.
Con il Napoli, in cui si trasferisce per 6,5 miliardi di lire, dal 1992 al 1997 per cinque stagioni collezionò 92 presenze e 12 gol. Nella stagione 1992-1993, in Napoli-Atalanta, il tecnico Ottavio Bianchi in assenza di punte lo schierò come attaccante, esperimento che si rivelò vincente poiché il giocatore segnò il gol della vittoria sui nerazzurri per 1-0. Era in campo nell'1-5 in Coppa UEFA nella trasferta contro il Valencia (1992-1993): Daniel Fonseca segna tutti i gol e Policano è autore dell'assist sul terzo gol. La sua carriera calcistica professionistica in Italia si chiuse nell'ottobre 1997 con la maglia del Casarano, in Serie C1.
Nel gennaio 1998 si accorda con il Terracina, mentre la stagione successiva torna al Latina, in entrambi i casi nel Campionato Nazionale Dilettanti. Nell'estate 1999 firma, assieme a Cristiano Bergodi, un mini-contratto per due sole partite (ovvero un turno di qualificazione della Coppa UEFA) con la squadra maltese dello Sliema Wanderers, mentre a settembre si accorda con il Baracca Lugo dove termina di giocare.

### Dirigente
Già nel 2000 diventa direttore sportivo dell'Arezzo fino al settembre dell'anno successivo e dopo due mesi diventa consulente tecnico della Rondinella e nel febbraio 2005 diventa d.s. del Catania. Nel 2007 è responsabile del settore giovanile del Thermal Calcio, squadra di Abano Terme, e inizia a fare il commentatore tecnico per Cartapiù. Dal 2008 è osservatore per conto dell'Udinese.

## Statistiche

### Presenze e reti nei club
| Stagione        | Squadra          | Campionato      | Campionato | Campionato |
| Stagione        | Squadra          | Comp            | Pres       | Reti       |
| --------------- | ---------------- | --------------- | ---------- | ---------- |
| 1981-1982       | Latina           | C1              | 15         | 2          |
| 1982-1983       | Latina           | C2              | 32         | 4          |
| 1983-1984       | Genoa            | A               | 23         | 0          |
| 1984-1985       | Genoa            | B               | 33         | 3          |
| 1985-1986       | Genoa            | B               | 30         | 4          |
| 1986-1987       | Genoa            | B               | 32         | 2          |
| Totale Genoa    | Totale Genoa     | Totale Genoa    | 118        | 9          |
| 1987-1988       | Roma             | A               | 17         | 2          |
| 1988-1989       | Roma             | A               | 18         | 3          |
| Totale Roma     | Totale Roma      | Totale Roma     | 35         | 5          |
| 1989-1990       | Torino           | B               | 29         | 5          |
| 1990-1991       | Torino           | A               | 28         | 6          |
| 1991-1992       | Torino           | A               | 23         | 7          |
| Totale Torino   | Totale Torino    | Totale Torino   | 80         | 18         |
| 1992-1993       | Napoli           | A               | 30         | 7          |
| 1993-1994       | Napoli           | A               | 19         | 3          |
| 1994-1995       | Napoli           | A               | 18         | 1          |
| 1995-1996       | Napoli           | A               | 17         | 1          |
| 1996-1997       | Napoli           | A               | 8          | 0          |
| Totale Napoli   | Totale Napoli    | Totale Napoli   | 92         | 12         |
| ago.-ott. 1997  | Casarano         | C1              | 4          | 0          |
| dic. 1997-1998  | Terracina        | CND             | 14         | 4          |
| 1998-1999       | Latina           | CND             | 23         | 4          |
| Totale Latina   | Totale Latina    | Totale Latina   | 70         | 10         |
| ago. 1999       | Sliema Wanderers | PLM             | 0          | 0          |
| set. 1999-2000  | Baracca Lugo     | CND             | 5          | 1          |
| Totale carriera | Totale carriera  | Totale carriera | 399+       | 54+        |

## Palmarès

### Club

#### Competizioni nazionali
- Campionato italiano di Serie B: 1

Torino: 1989-1990

#### Competizioni internazionali
- Coppa Mitropa: 1

Torino: 1991